# Ujal Singh Bhatia

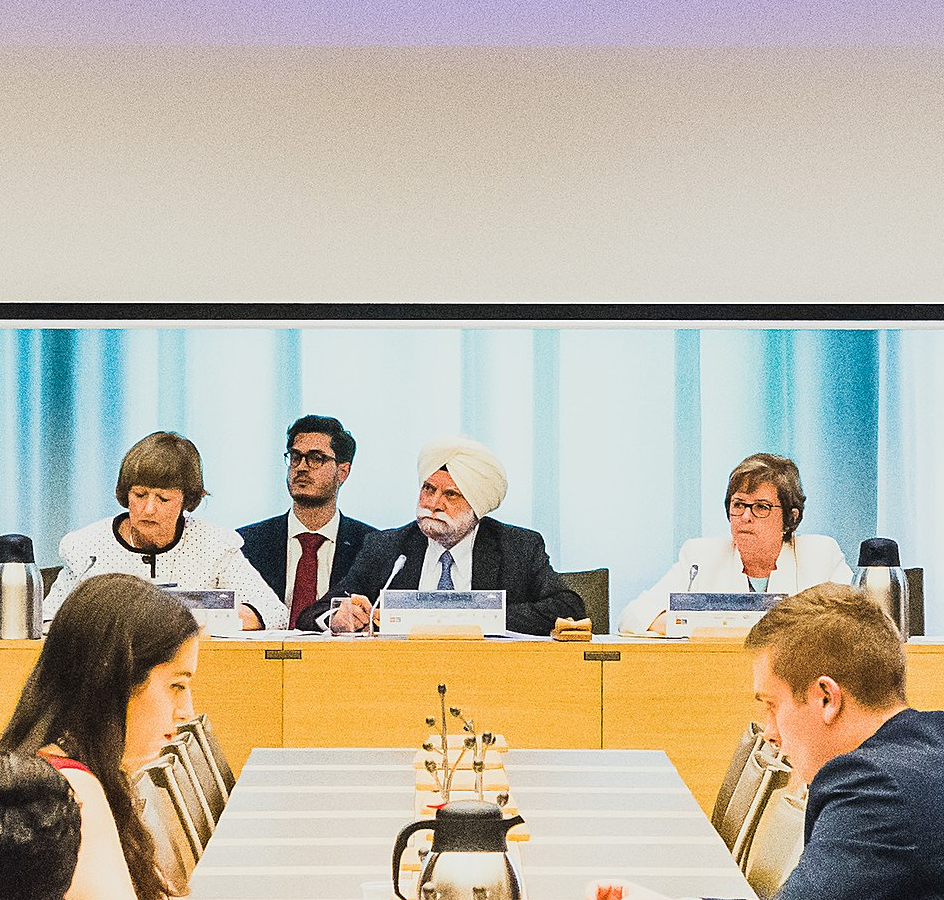
v. l. n. r. am Tisch mit Namenskarten Jennifer A. Hillman, Ujal Singh Bhatia, Valerie Hughes

Ujal Singh Bhatia (* 15. April 1950 in Indien) ist ein indischer Verwaltungsbeamter. Er war von 2011 bis 2019 Mitglied des Appellate Body der Welthandelsorganisation (WTO).

## Leben
Bhatia studierte an der Universität Delhi, wo er mit einem Bachelor of Arts im Fachgebiet Wirtschaft abschloss. Er studierte weiter, sodass er die Universität mit einem Master of Arts beendete. Ebenso erwarb er einen Master of Arts im Fachgebiet Wirtschaft von der Universität Manchester.
Im Jahr 1974 trat er dem Indian Administrative Service bei. Er war zwischen 1976 und 1995 im Staat Orissa in verschiedenen Stellen tätig, die auch mit der Entwicklung der Region zu tun hatten.
Bhatia arbeitete dann ab 1995 im indischen Handelsministerium, wo er mit den Fragen internationalen Handels beschäftigt war. Er war in dieser Funktion auch für zahlreiche Handelsgespräche und Verhandlungen zuständig. In dieser Zeit war er auch Mitglied des Berufungsgremiums unter dem Foreign Trade (Development and Regulation) Act Indiens. Dieses Gremium hört Beschwerden von Exporteuren und Importeuren gegen Entscheidungen des Generaldirektors für den Außenhandel. Später war Bhatia Joint Secretary of the Ministry of Information and Broadcasting.
Im Jahr 2004 wurde Bhatia Ständiger Vertreter Indiens bei der Welthandelsorganisation. Dieses Amt übte er bis 2010 aus. Er nahm für Indien an der Doha-Runde teil. Er vertrat Indien in dieser Zeit oft vor Panels im Rahmen des Streitbeilegungsverfahrens, sowohl als Complainant (Beschwerdeführer), als auch als Respondent (Beschwerdegegner), u. a. in den Bereichen Anti-Dumping und Steuern. Er selbst war in den Jahren 2007 und 2008 dann auch selbst Panelists bei Verfahren in der WTO.
Bhatia wurde 2011 erstmals als Mitglied des Appellate Body gewählt und 2015 wiedergewählt. Im Laufe der zweiten Amtszeit begannen die USA die Blockade weiterer Benennungen von neuen Richtern. Er gehörte später zu den letzten drei Mitgliedern des Appellate Body, da die USA die Ernennung weiterer Richter blockierte, bis seine Amtszeit und die von Thomas R. Graham am 11. Dezember 2019 endete und Zhao Hong als letztes Mitglied noch im Amt war. Jedoch konnten die drei zusammen noch die bereits begonnenen Verfahren beenden. Das letzte Verfahren endete am 9. Juni 2020.
Nach seinem Ausscheiden aus dem Gericht, teilweise auch schon zuvor, arbeitete er als unabhängiger Berater, wobei er unter anderem an Strategien für Indiens Auslandsinvestitionen im Landwirtschaftssektor arbeitet. Er ist mit Stand November 2022 weiterhin einer der möglichen vorsitzenden Schiedsrichter im Rahmen des Freihandelsabkommens zwischen dem Vereinigten Königreich und der Republik Korea.
Bhatia wirkte im Rahmen des Studentenwettbewerb John H. Jackson Moot Court als Panelist. Weiterhin lehrte der Inder an verschiedenen Universitäten im Bereich des internationalen Handels. Ebenso publizierte er zahlreiche Artikel in indischen und internationalen Zeitschriften in den Bereichen Handel und Wirtschaft. Auch publizierte er im Indian Express.